# Alfreð Finnbogason
Alfreð Finnbogason (Reikiavik, 1 de febrero de 1989) es un exfutbolista islandés que jugaba como delantero.

## Trayectoria

### Inicios
Finnbogason comenzó a jugar al fútbol en las divisiones inferiores del club Fjölnir de Reikiavik, su ciudad natal. También pasó parte de su niñez en Escocia, en donde jugó en el club infantil Hutchinson Vale.

### Breiðablik UBK
Finnbogason se unió al Breiðablik UBK en 2005 y fue parte del exitoso equipo juvenil del club que incluyó a jugadores islandeses tales como Gylfi Sigurðsson, Jóhann Berg Guðmundsson, Elfar Freyr Helgason, Guðmundur Kristjánsson y Aron Jóhannsson. Hizo su debut profesional con el Breiðablik en 2009, y al final de esa temporada fue seleccionado como el mejor jugador joven del club. Ese año también ganó su primer torneo, la Copa de Islandia, copa que significó también el primer título oficial para el Breiðablik.
Una vez concluida la temporada 2009, pasó periodos de prueba con el Viking FK de la Tippeligaen noruega, el Blackpool F.C. del Football League Championship inglés y el Racing Genk de la Jupiler League de Bélgica.
En 2010, Finnbogason terminó la temporada como el máximo anotador de la Liga Islandesa junto a Gilles Daniel Mbang Ondo y Atli Viðar Björnsson con 14 goles. El Breiðablik también ganó su primer título de la liga y participó por primera vez en competiciones europeas.

### Lokeren
El 3 de noviembre de 2010 se anunció que Breiðablik había aceptado una oferta por el delantero del club belga Lokeren. Luego de completar su examen médico, Finnbogason firmó un contrato por dos años y medio el 20 de noviembre de 2010.

### Helsingborgs IF
El 6 de marzo de 2012 Finbogasson fue enviado a préstamo al club sueco Helsingborgs IF hasta el 15 de agosto de 2012.
Al final del periodo de préstamo, Finnbogason se convirtió en el máximo goleador del Helsingborgs IF en la temporada 2012, anotando 12 goles en 17 partidos en todas las competiciones.
Más notablemente, Finnbogason anotó un gol y asistió en los otros 5 en la victoria agregada 6-1 sobre el Śląsk Wrocław por la fase preliminar de la Liga de Campeones de la UEFA.

### SC Heerenveen
Un día después de haber dejado Helsingborgs, Finnbogason fichó por tres años con el SC Heerenveen de la Eredivisie neerlandesa. Debutó con el club anotando dos goles frente al Ajax en el empate 2-2 en la liga y anotando tres de los cuatro goles de su equipo en la goleada 4-0 sobre Kozakken Boys por la Copa de los Países Bajos. Su primera campaña en el club supuso su explosión definitiva marcando 24 goles en la Eredivisie (29 entre todas las competiciones). La siguiente campaña fue aún más exitosa ya que acabó como el máximo goleador de la Eredivisie 2013/14 con un total de 29 goles en 31 partidos, sumando otros dos goles más en la Copa de los Países Bajos.

### Real Sociedad
El 2 de julio de 2014 firmó un contrato por cuatro temporadas a cambio de ocho millones de euros con la Real Sociedad de San Sebastián, equipo que curiosamente también viste camiseta a franjas azules y blancas como su anterior equipo, el SC Heerenveen. Fue presentado tres días después en el estadio de Anoeta junto con el mexicano Carlos Vela ante una gran cantidad de espectadores. Debutaba oficialmente con el club el 31 de julio ante el Aberdeen Football Club en un partido de la fase previa de la UEFA Europa League. En el partido de vuelta sufrió una pequeña lesión que le impedirá jugar los primeros partidos de Liga.
Tras su reaparición, el islandés apenas entró en juego y le costó mucho adaptarse a su nueva liga y club. Sus primeros goles, no llegaron hasta el 17 de diciembre cuando anotó un doblete ante el Real Oviedo (2:0) en la Copa del Rey.
El 22 de marzo de 2015 se estrenó finalmente en Liga anotando el tercer gol de la Real Sociedad que sentenciaba el partido 3-1 favorable a los donostiarras ante el Córdoba.

### Olympiacos
El 28 de junio de 2015 se confirmó la cesión de Alfreð Finnbogason al Olympiacos de Grecia.

## Selección nacional

### Categorías inferiores
Finbogasson ha jugado en 11 ocasiones y ha anotado cinco goles para la selección sub-21 de Islandia. Su primer gol lo anotó en la victoria 6-2 sobre Irlanda del Norte por el Campeonato sub-21 de la UEFA de 2011 el 8 de septiembre de 2009.

### Selección absoluta
Finnbogason debutó con la selección islandesa el 21 de marzo de 2010, entrando en el segundo tiempo en un partido amistoso frente a las Islas Feroe. Anotó su primer gol en su primer partido como titular en la derrota 3-2 ante Israel en el Estadio Bloomfield en Tel Aviv.
El 16 de junio de 2018 se convirtió en el primer islandés en marcar en una Copa del Mundo tras anotar ante Argentina en el empate a 1 en el debut de Islandia en dicha competición. Islandia perdería los siguientes dos partidos, y quedaría eliminada en la primera fase, a pesar del promisorio debut mundialista.

#### Participaciones en Eurocopas
| Eurocopa      | Sede    | Resultado        | Partidos | Goles |
| ------------- | ------- | ---------------- | -------- | ----- |
| Eurocopa 2016 | Francia | Cuartos de final | 3        | 0     |

#### Participaciones en Copas del Mundo
| Mundial                        | Sede  | Resultado    | Partidos | Goles |
| ------------------------------ | ----- | ------------ | -------- | ----- |
| Copa Mundial de Fútbol de 2018 | Rusia | Primera fase | 3        | 1     |

#### Goles con la selección nacional
| #  | Fecha                   | Lugar                                           | Oponente      | Gol(es) | Resultado | Competición                                  |
| -- | ----------------------- | ----------------------------------------------- | ------------- | ------- | --------- | -------------------------------------------- |
| 1  | 17 de noviembre de 2010 | Bloomfield Stadium, Tel Aviv, Israel            | Israel        | 1–3     | 2–3       | Amistoso                                     |
| 2  | 29 de febrero de 2012   | Pod Goricom, Podgorica, Montenegro              | Montenegro    | 1–1     | 1–2       | Amistoso                                     |
| 3  | 7 de septiembre de 2012 | Laugardalsvöllur, Reikiavik, Islandia           | Noruega       | 2–0     | 2–0       | Clasificación Copa Mundial de Fútbol de 2014 |
| 4  | 7 de junio de 2013      | Laugardalsvöllur, Reikiavik, Islandia           | Eslovenia     | 2–1     | 2–4       | Clasificación Copa Mundial de Fútbol de 2014 |
| 5  | 12 de noviembre de 2014 | Rey Balduino, Bruselas, Bélgica                 | Bélgica       | 1–1     | 1–3       | Amistoso                                     |
| 6  | 13 de noviembre de 2015 | Estadio Nacional de Varsovia, Varsovia, Polonia | Polonia       | 2–2     | 2–4       | Amistoso                                     |
| 7  | 17 de noviembre de 2015 | Štadión pod Dubňom, Žilina, Eslovaquia          | Eslovaquia    | 1–0     | 1–3       | Amistoso                                     |
| 8  | 6 de junio de 2016      | Laugardalsvöllur, Reikiavik, Islandia           | Liechtenstein | 3–0     | 4–0       | Amistoso                                     |
| 9  | 5 de septiembre de 2016 | Estadio Olímpico de Kiev, Kiev, Ucrania         | Ucrania       | 1–0     | 1–1       | Clasificación Copa Mundial de Fútbol de 2018 |
| 10 | 6 de octubre de 2016    | Laugardalsvöllur, Reikiavik, Islandia           | Finlandia     | 2–2     | 3–2       | Clasificación Copa Mundial de Fútbol de 2018 |
| 11 | 9 de octubre de 2016    | Laugardalsvöllur, Reikiavik, Islandia           | Turquía       | 2–0     | 2–0       | Clasificación Copa Mundial de Fútbol de 2018 |
| 12 | 2 de junio de 2018      | Laugardalsvöllur, Reikiavik, Islandia           | Noruega       | 1–1     | 2–3       | Amistoso                                     |
| 13 | 7 de junio de 2018      | Laugardalsvöllur, Reikiavik, Islandia           | Ghana         | 2–0     | 2–2       | Amistoso                                     |
| 14 | 16 de junio de 2018     | Otkrytie Arena, Moscú, Rusia                    | Argentina     | 1–1     | 1–1       | Copa Mundial de Fútbol de 2018               |
| 15 | 15 de octubre de 2018   | Laugardalsvöllur, Reikiavik, Islandia           | Suiza         | 1–2     | 1–2       | Liga de las Naciones de la UEFA 2018-19      |

## Estadísticas

### Clubes
| Club | Temporada     | Liga  | Liga  | Copas (1) | Copas (1) | Internacional (2) | Internacional (2) | Total (3) | Total (3) | Promedio |
| Club | Temporada     | Part. | Goles | Part.     | Goles     | Part.             | Goles             | Part.     | Goles     | Promedio |
| --- | ------------- | ----- | ----- | --------- | --------- | ----------------- | ----------------- | --------- | --------- | -------- |
| Augnablik Kópavogur Islandia |               |       |       |           |           |                   |                   |           |           |          |
| 2007 | 2             | 2     | —     | —         | —         | —                 | 2                 | 2         | 1.00      |          |
| Total club | 2             | 2     | 0     | 0         | 0         | 0                 | 2                 | 2         | 1.00      |          |
| Breiðablik Islandia |               |       |       |           |           |                   |                   |           |           |          |
| 2008 | 4             | 1     | 4     | 0         | —         | —                 | 8                 | 1         | 0.13      |          |
| 2009 | 18            | 13    | 8     | 2         | —         | —                 | 26                | 15        | 0.58      |          |
| 2010 | 21            | 14    | 7     | 5         | 2         | 0                 | 30                | 19        | 0.63      |          |
| Total club | 43            | 28    | 19    | 7         | 2         | 0                 | 64                | 35        | 0.55      |          |
| Lokeren · Bélgica |               |       |       |           |           |                   |                   |           |           |          |
| 2010–11 | 15            | 4     | —     | —         | 2         | 0                 | 17                | 4         | 0.24      |          |
| 2011–12 | 7             | 1     | 4     | 2         | —         | —                 | 10                | 3         | 0.30      |          |
| Total club | 22            | 5     | 4     | 2         | 2         | 0                 | 27                | 7         | 0.26      |          |
| Helsingborgs IF · Suecia |               |       |       |           |           |                   |                   |           |           |          |
| 2012 | 17            | 12    | 1     | 0         | 4         | 1                 | 22                | 13        | 0.59      |          |
| Total club | 17            | 12    | 1     | 0         | 4         | 1                 | 22                | 13        | 0.59      |          |
| Heerenveen · Países Bajos |               |       |       |           |           |                   |                   |           |           |          |
| 2012–13 | 33            | 24    | 2     | 4         | —         | —                 | 35                | 28        | 0.80      |          |
| 2013–14 | 31            | 29    | 3     | 2         | 1         | 0                 | 35                | 31        | 0.89      |          |
| Total club | 62            | 53    | 6     | 6         | 1         | 0                 | 70                | 59        | 0.84      |          |
| Real Sociedad · España |               |       |       |           |           |                   |                   |           |           |          |
| 2014–15 | 25            | 2     | 4     | 2         | 2         | 0                 | 31                | 4         | 0.13      |          |
| Total club | 25            | 2     | 4     | 2         | 2         | 0                 | 31                | 4         | 0.13      |          |
| Olympiacos · Grecia |               |       |       |           |           |                   |                   |           |           |          |
| 2015–16 | 7             | 1     | 3     | 0         | 3         | 1                 | 13                | 2         | 0.15      |          |
| Total club | 7             | 1     | 3     | 0         | 3         | 1                 | 13                | 2         | 0.15      |          |
| F.C. Augsburgo · Alemania |               |       |       |           |           |                   |                   |           |           |          |
| 2015-16 | 14            | 7     | —     | —         | —         | —                 | 14                | 7         | 0.50      |          |
| 2016-17 | 13            | 3     | 1     | 0         | —         | —                 | 14                | 3         | 0.21      |          |
| 2017-18 | 22            | 12    | 1     | 0         | —         | —                 | 23                | 12        | 0.52      |          |
| 2018-19 | 18            | 10    | 2     | 1         | —         | —                 | 20                | 11        | 0.55      |          |
| 2019-20 | 21            | 3     | 0     | 0         | —         | —                 | 21                | 3         | 0.14      |          |
| 2020-21 | 17            | 0     | 1     | 1         | —         | —                 | 18                | 1         | 0.06      |          |
| 2021-22 | 10            | 2     | 2     | 0         | —         | —                 | 12                | 2         | 0.25      |          |
| Total club | 115           | 38    | 7     | 2         | 0         | 0                 | 122               | 38        | 0.31      |          |
| Total carrera | Total carrera | 293   | 140   | 44        | 19        | 14                | 2                 | 351       | 160       | 0.46     |
| (1) Incluye datos de la Copa de Alemania, Copa de Islandia, Copa de los Países Bajos, Copa de Grecia y Copa del Rey. (2) Incluye datos de la Liga de Campeones de la UEFA. (3) No incluye goles en partidos amistosos. |               |       |       |           |           |                   |                   |           |           |          |